# Сумская ТЭЦ
Сумская ТЭЦ (укр. Сумська ТЕЦ) — теплоэлектроцентраль в городе Сумы. Обеспечивает тепловой энергией 75 % всех потребителей города. Сумская ТЭЦ использует ежегодно 45,542 тысяч тонн угля.

## История
История существующей в городе Сумы тепловой электростанции машиностроительного завода им. «Фрунзе», так раньше называлась Сумская ТЭЦ, берет начало с дизельного генератора, который в декабре 1946 года был введен в работу и имел мощность 4 МВт.
С ростом энергопотребления генератор не мог обеспечить потребности города в электрической энергии. Строительство «Новой ТЭЦ завода им. М. В. Фрунзе» осуществлялось в 1953—1957 годах. Пуск первого турбогенератора произошёл в июне 1957 года.
Первым директором предприятия был Панчук Григорий Иванович.
Основное оборудование для ТЭЦ — три котла и две турбины, мощностью по 12 МВт, были изготовлены в Чехословакии.
Изначально ТЭЦ была построена под использования уголя АШ и резервного топлива в виде мазута .
В 1972—1976 годах была осуществлена реконструкция ТЭЦ с возможностью сжигания природного газа и увеличением производительности котлоагрегатов до 87 тонн пара в час, а турбин до 14 МВт. Для обеспечения тепловых нагрузок города, которые значительно выросли, были смонтированы три водогрейных котла ПТВМ-100 теплопроизводительностью по 100 Гкал/ч.
Сумская ТЭЦ была подключена к государственной электрической системе в 1962 году.
В 2009 году на ТЭЦ установлена когенерационная установка с турбогенератором мощностью 12 МВт. Установленная электрическая мощность станции выросла до 40 МВт.
24 апреля 2013 года была продлен договор аренды Сумской ТЭЦ с ООО «Сумытеплоэнерго».
В феврале 2017 года в результате экономической блокады Донбасса Сумская ТЭЦ перешла с угля на газ.
В ходе российского вторжения на Украину 3 марта 2022 года ТЭЦ была повреждена в результате обстрела российскими войсками. На следующий день работоспособность Сумской ТЭЦ была восстановлена.